# Gnophos ochrofasciata
Gnophos ochrofasciata là một loài bướm đêm trong họ Geometridae.